# Confédération unitaire des travailleurs du Honduras
La Confederación Unitaria de Trabajadores de Honduras (CUTH - Confédération unitaire des travailleurs du Honduras) est une confédération syndicale hondurienne fondée en 1992 et affiliée à la Confédération syndicale internationale.
Elle a manifesté en juin-juillet 2009 contre le coup d'État contre Zelaya.